# Дом обороны
Дом обороны — комплекс зданий, в котором размещался клуб, спортивный техникум и жилой дом, расположенный в Екатеринбурге, на улице Малышева, дом 31д/ улица Воеводина, дом 6, возведённый в 1934 году архитектором Г. П. Валенковым. Комплекс выполнен в форме типичного конструктивизма 1930-х годов.

## История
Комплекс зданий ДОСААФ был расположен на месте толкучего рынка, располагавшегося вокруг церкви Великомученика Максимилиана, на месте которого и был поставлен Дом обороны. Комплекс зданий расположен в границах улиц Малышева, Воеводина, 8 Марта и проспекта Ленина.

## Архитектура
Здания клуба, спортивного техникума и жилого дома расположились торцами к улице Малышева, на пересечении улиц со смещением вглубь квартала, образовав площадь Малышева. В южной части комплекса расположен клуб с использованием военной символики. Четырёхэтажное здание с выступающим первым этажом и с овальным южным фасадом и со смещением объема параллелепипеда с угловым цилиндрическим эркером в торце. Образованная таким образом площадка была использована для установки самолёта (первоначально модель ПО-2). Протяженные фасады выделены рядами окон и массивным профильным карнизом над первым этажом, выделенный также цветом. Парадный вход в клуб находится в овальной части здания и выходит на перекрёсток. Вход на первый и на цокольный этажи выделены на протяженных фасадах козырьками. Внутри распланировано по коридорному типу с включением зальных помещений. Прямоугольное по проекту здание спортивного техникума сильно смещено вглубь квартала с целью создания площади перед его фасадом. Комплекс представляет собой образец типичного для 1930-х годов здания учебного заведения. Здание жилого дома с характерным фасадом (угловые балконы, лоджии) проектировалось как общежитие для спортсменов. Комплекс был построен в формах конструктивизма с применением типичных градостроительных приемов 1930-х годов.

## Галерея

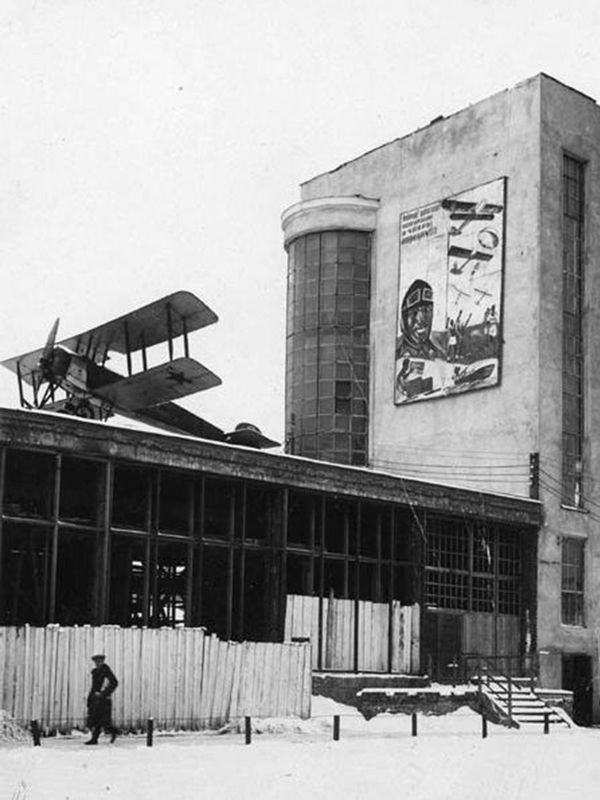
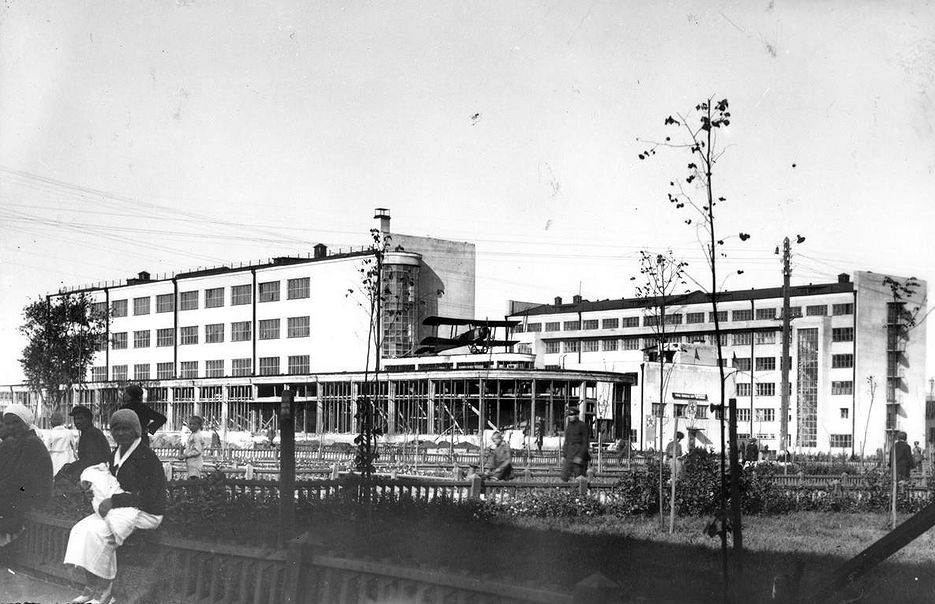
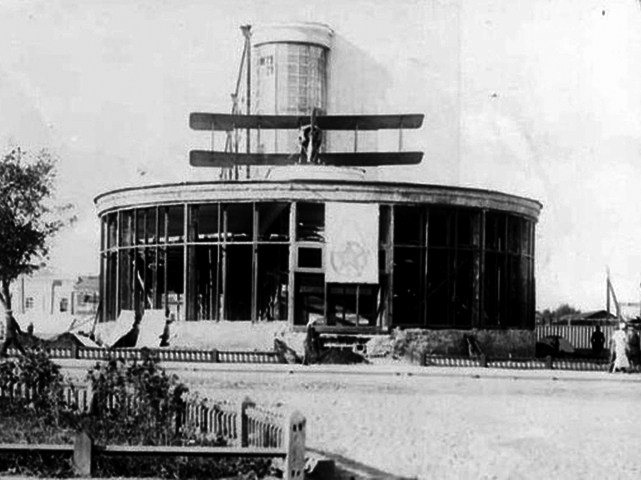
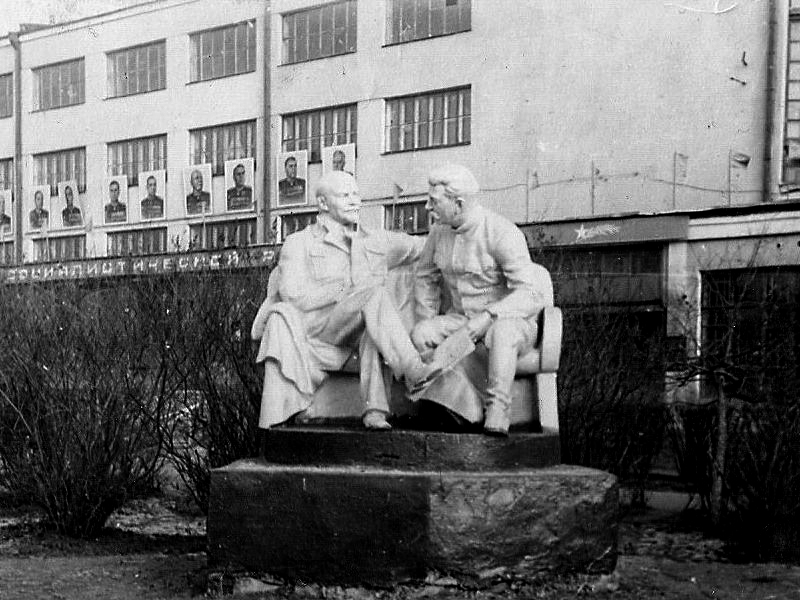
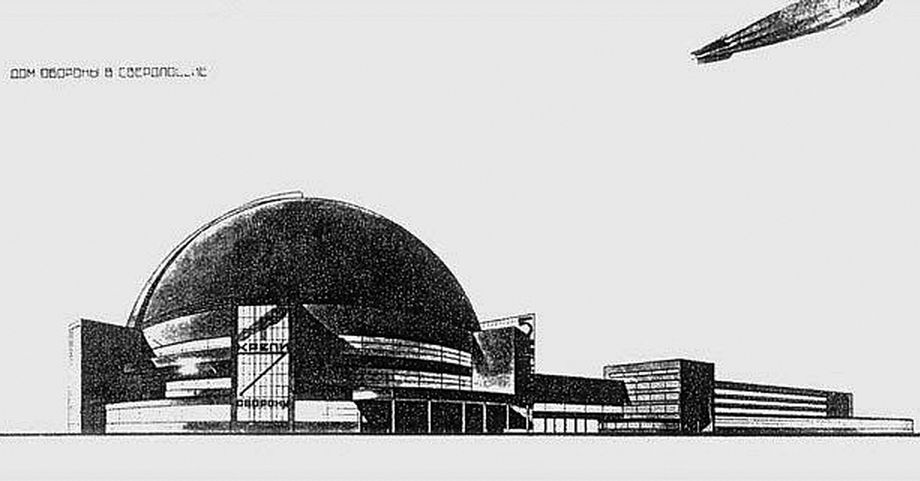
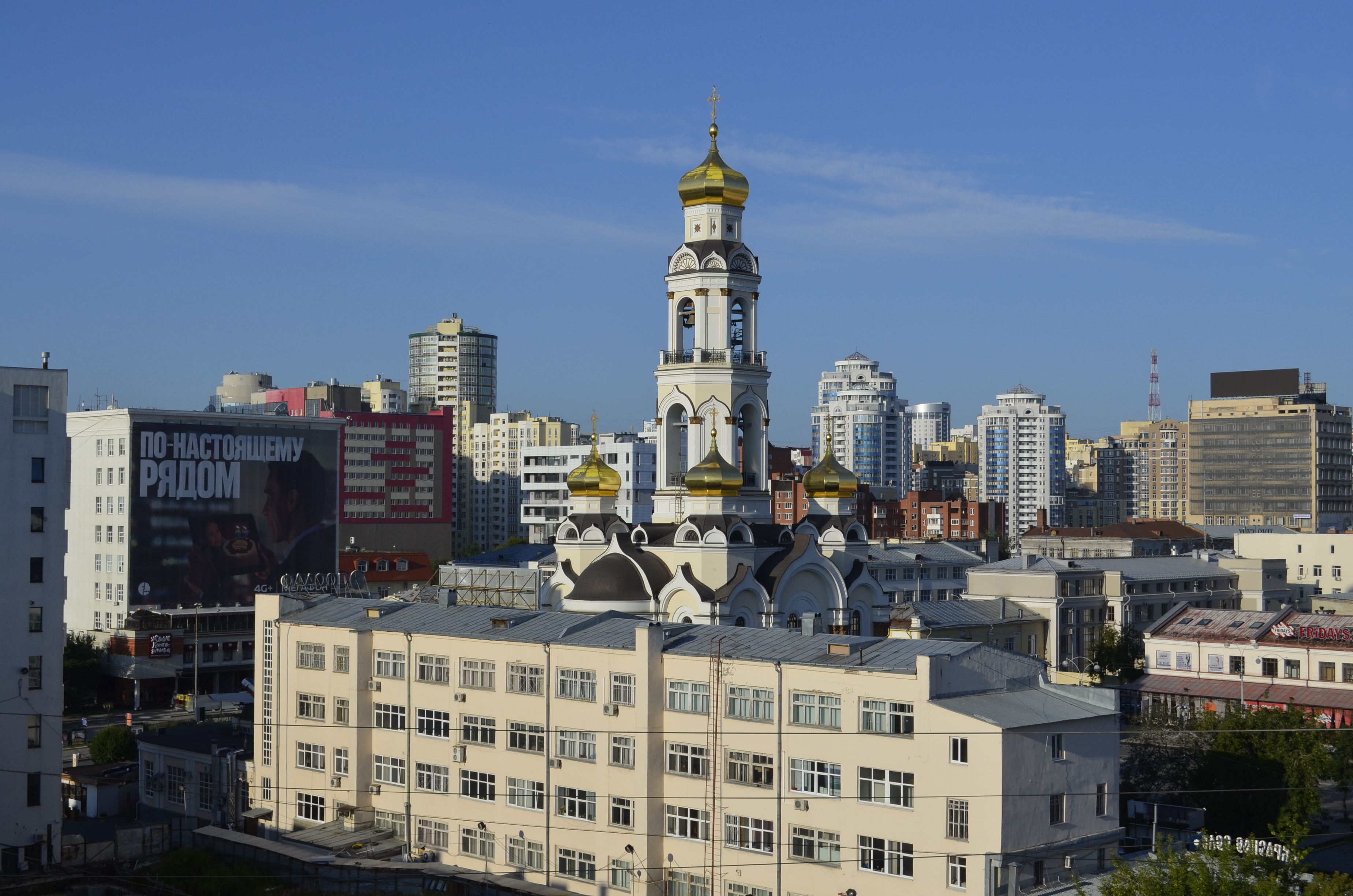
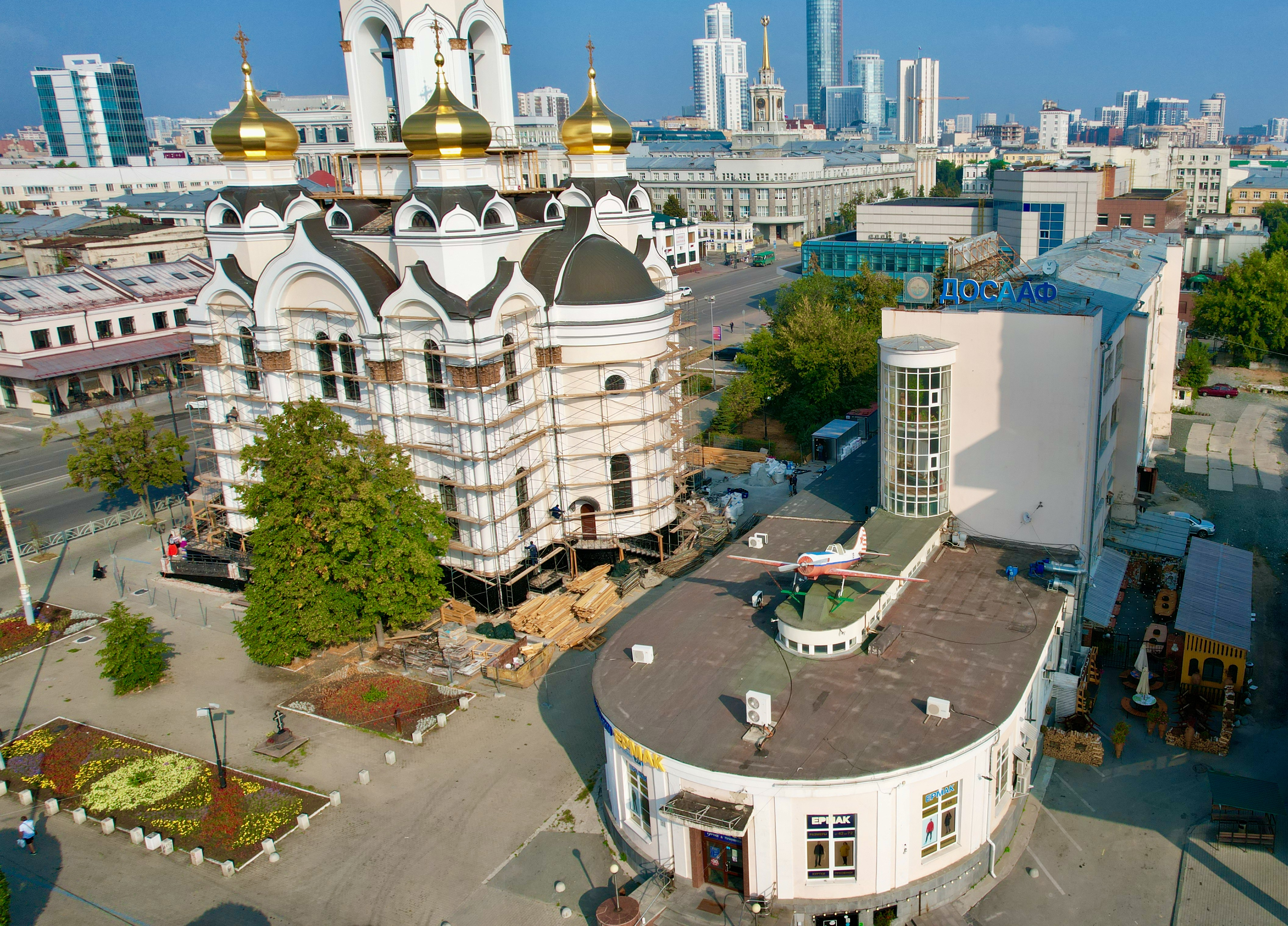
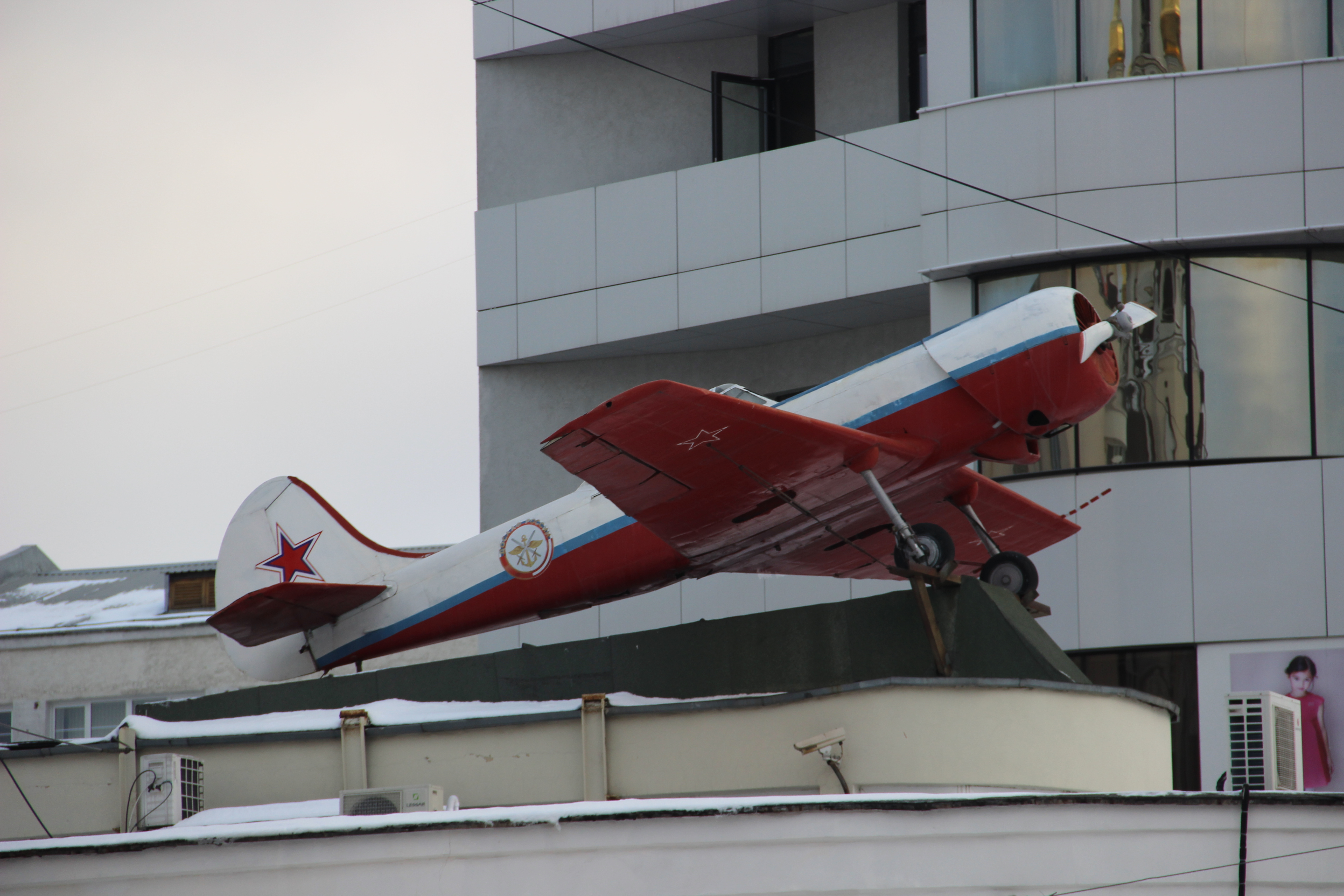